# Agnéen
L'agnéen (agnéen : tkaṃ), que l'on appelle aussi tokharien A, tokharien oriental ou tourfanien, est une langue morte qui fut en usage au Ier millénaire apr. J.-C. dans la région de Karachahr et de Tourfan, dans le bassin du Tarim, actuellement province du Xinjiang, à l'ouest de la Chine. Elle coexistait avec une langue apparentée, le koutchéen, ou tokharien B. L'agnéen et le koutchéen forment ensemble la branche tokharienne des langues indo-européennes. Cette langue était notamment utilisée dans ce que les Chinois de l'époque han (-206 – 220) appelaient alors le royaume kiu-che.

## Écriture

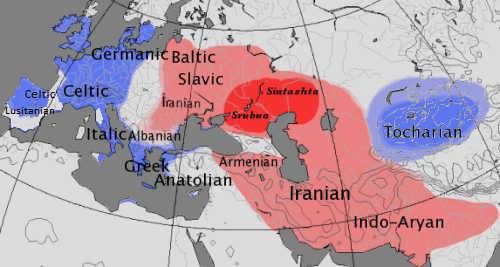
Carte diachronique montrant les groupes centum (bleu) et satem (rouge) des langues indo-européennes. Le tokharien, à droite (Est), fait partie du groupe centum qui, initialement, formait un continuum, avant la « satemisation » apparue dans la steppe eurasiatique.

L'agnéen est connu par une série de textes liturgiques bouddhistes transcrits dans une écriture qui est dérivée de la brahmi. On ne possède pas de texte profane en agnéen, contrairement au koutchéen. Une explication possible est qu'à l'époque où furent écrits ces textes, l'agnéen ne survivait plus que comme langue liturgique, et le koutchéen aurait encore été une langue vivante. Une autre hypothèse, cependant, est que cette absence s'explique simplement par l'attestation très fragmentaire des langues tokhariennes en général.

## Prononciation
Une des innovations de l'agnéen est la présence d'une consonne sifflante ṣ.